# Khai (huyện)
Khai huyện (chữ Hán giản thể:开县, Hán Việt: Khai huyện) là một huyện cũ thuộc thành phố trực thuộc trung ương Trùng Khánh, Cộng hòa Nhân dân Trung Hoa. Huyện này có diện tích 3959 km2, dân số năm 2006 là 1.540.000 người. Năm 1373, vua (năm Hồng Vũ thứ 6) nhà Minh đã lập Khai huyện trên cơ sở huyện Khai Giang. Về mặt hành chính, huyện này được chia ra thành 28 trấn và 27 hương. Năm 2016, toàn bộ huyện Khai chuyển thành quận Khai Châu trực thuộc Trùng Khánh.